# Liste der Monuments historiques in Le Nizan
Die Liste der Monuments historiques in Le Nizan führt die Monuments historiques in der französischen Gemeinde Le Nizan auf.

## Liste der Bauwerke
| Bezeichnung      | Beschreibung              | Standort | Kennzeichnung | Schutzstatus | Datum | Bild |
| ---------------- | ------------------------- | -------- | ------------- | ------------ | ----- | ---- |
| Kirche St-Martin | Erbaut im 11. Jahrhundert | (Lage)   | PA00083650    | Inscrit      | 1925  |      |